# Euproctis reutlingeri
Euproctis reutlingeri är en fjärilsart som beskrevs av Holland 1893. Euproctis reutlingeri ingår i släktet Euproctis och familjen tofsspinnare. Inga underarter finns listade i Catalogue of Life.